# Scoop
Scoop (conocida bajo su título original en España, Amor y muerte en México, y Scoop, la primicia en Argentina y Uruguay) es una película del género comedia escrita y dirigida por Woody Allen, estrenada en 2006, filmada en Londres y protagonizada por Scarlett Johansson, el propio Allen y Hugh Jackman.

## Argumento
El periodista Joe Strombel acaba de fallecer, y su espíritu se encuentra en el ferry rumbo al más allá, entre otros fallecidos. Strombel comienza a hablar con una mujer, exsecretaria de Peter Lyman, un acaudalado aristócrata. La mujer le confiesa a Strombel que cree que él es el misterioso Asesino del Tarot, un asesino en serie de prostitutas, y que fue envenenada porque sospechaba de él. Strombel está entusiasmado ante la perspectiva de una posible exclusiva y quiere encontrar a alguien que pueda publicar la historia. El periodista se lanza del barco y regresa a la vida.
Sondra Prensky es una estudiante estadounidense de periodismo que se aloja con unos amigos en Londres. Un día, asiste a una función de "El Gran Splendini", un mago de vodevil que la elige para realizar un número de desaparición. Mientras Sondra está encerrada en la cabina, el espíritu de Joe Strombel se le aparece de repente y le cuenta la historia, con la esperanza de publicar la exclusiva a través de ella. Desaparece poco después. Sandra, inicialmente incrédula, se da cuenta de que esta podría ser su gran oportunidad y decide investigar por su cuenta. Consigue convencer a Splendini para que la ayude, y el anciano ilusionista acepta a regañadientes.
Ambos, haciéndose pasar por padre e hija, acceden al exclusivo club de Lyman. Sondra, fingiendo ahogarse, es rescatada por Lyman en la piscina del club y, bajo un nombre falso, consigue una invitación a la lujosa casa familiar. Sondra cree que esto le permitirá reunir pistas, mientras que Splendini cree que el joven no tiene nada que ver con los asesinatos.
Con el paso de los días, los dos impostores se convierten en una presencia habitual en casa de Lyman: Sondra se encapricha cada vez más con él, y él le corresponde, y empieza a perder la confianza en su culpabilidad. Splendini, por otro lado, ya no es tan escéptico tras encontrar una baraja de tarot escondida en la casa de Lyman. Así que convence a Sandra de que presente sus sospechas al editor de un periódico. Desafortunadamente, ninguno de los dos tiene pruebas concretas que demuestren sus acusaciones, y el periodista los convence de desistir, informándoles que el verdadero asesino en serie ha sido capturado y ha confesado.
Al regresar con Lyman, la chica confiesa que creía que era un asesino y que lo investigó, revelando incluso su verdadera identidad. Lyman no parece enojado; en cambio, renueva su declaración de amor por Sondra. Mientras tanto, Splendini, presionado por Strombel, continúa su propia investigación y descubre que el noble es en realidad un prostituto y tiene la llave del apartamento de una de las víctimas.
Mientras se encuentra en la finca de Lyman, Sandra recibe una llamada de Splendini, quien ha descubierto la verdad: Lyman mató a una prostituta que lo chantajeaba y vinculó el crimen con el asesino en serie de las otras víctimas. Lyman escucha la conversación por otro teléfono y no tiene más remedio que eliminarlos. Invita a Sondra a dar un paseo en bote por su lago privado. Mientras tanto, Splendini intenta desesperadamente llegar a la finca en coche, pero, como nunca aprendió a conducir por la izquierda, muere en un accidente. Lyman arroja a Sondra al agua, creyendo que no sabe nadar. Inmediatamente después, llama a la policía, fingiendo un trágico accidente. Sondra, sin embargo, es una excelente nadadora, logra salvarse y regresa a la casa mientras la policía está presente, delatando a Lyman.
Al final, Sondra ve publicado en un periódico el relato de su historia, considerado uno de los mejores artículos de investigación de los últimos años, y se lo dedica a Strombel y Splendini.
En las escenas finales, el alma del mago se encuentra viajando en el ferry hacia el más allá, y para pasar el tiempo entretiene a los otros espíritus con sus trucos.

## Reparto
- Scarlett Johansson como Sondra Pransky.
- Woody Allen como Sidney Waterman "Splendini".
- Hugh Jackman como Peter Lyman.
- Ian McShane como Joe Strombel.
- Charles Dance como Mr. Malcom
- Romola Garai como Vivian.
- Kevin R. McNally como Mike Tinsley
- Julian Glover como Lord Lyman.
- Victoria Hamilton como Jan.

- Datos: Q682002